# Joan Sims
Joan Sims, née le 9 mai 1930 à Laindon et morte le 27 juin 2001 à Chelsea, est une actrice et chanteuse anglaise, connue notamment pour ses rôles dans la série de films Carry On, dont Un thermomètre pour le colonel (Carry On Nurse, 1959), Arrête ton char Cléo (Carry On Cleo, 1964) et Carry on Camping (1969). Elle a aussi tenu le rôle de Mrs. Wembley, une cuisinière qui adore le xérès, dans On the Up (1990-1992) et celui de Madge Hardcastle dans la série télévisée As Time Goes By (en) (1994-1998). Sa carrière comme chanteuse n'a pas eu autant de succès que son travail comme comédienne.

## Biographie

### Jeunesse
Irene Joan Marion Sims est née le 9 mai 1930, fille unique de John Henry Sims (1888-1964), chef de gare à Laindon, Essex et de son épouse Gladys Marie Sims, née Ladbrook (1896-1981). L'intérêt précoce de Joan, en tant qu'actrice, vient de la gare. Elle organise souvent des spectacles pour les passagers en attente. Elle a décidé qu'elle voulait se consacrer au spectacle pendant son adolescence et est rapidement devenue un visage familier dans les petites productions locales. Une de ses premières apparitions sur la scène fut dans le rôle de Miranda Bute dans la comédie Quiet Wedding d'Ester McCracken en mai 1946.
En 1946, Joan s’inscrit pour la première fois à la Royal Academy of Dramatic Art, mais échoue lors de sa première audition. Elle avait interprété Winnie l'Ourson. Elle réussit à être admise à la PARADA, l'école préparatoire de l'académie, et finalement, à sa quatrième tentative, elle obtient son diplôme et poursuit sa formation à la RADA,. Elle obtient son diplôme à ses 19 ans, en 1950. Une de ses premières représentations sur scène a lieu en 1951 dans le pantomime The Happy Ha’penny au Glasgow’s Citizens Theatre,.
Joan s'affiche dans un certain nombre de farces Aldwych au théâtre du même nom à Londres, mais elle apparait le plus souvent dans des revues, en particulier les œuvres de Peter Myers. En 1958, elle joue dans la pièce Breath of Spring de Peter Coke, dont la première a lieu au Cambridge Theatre en mars, avant d’être transféré au Duke of York's Theatre en août 1958, jusqu’en avril 1959. Joan préfère le cinéma au théâtre, « C’était bien sûr agréable de jouer dans une pièce réussie, d’avoir l’enthousiasme de jouer dans des salles combles (et, surtout, d’assurer un revenu régulier dans un avenir proche). Mais d’un autre côté, j’ai trouvé extrêmement difficile de conserver une performance naturelle et je me suis vite ennuyée. »

### Carrière
Joan fait sa première apparition au cinéma dans Le Scandaleux Mister Sterling avec George Cole en 1953, suivi deTrouble in Store avec Norman Wisdom. En 1954, elle apparaît en tant que Miss Dawn dans Les Belles de Saint-Trinian et fait une apparition dans Doctor in the House, aux côtés de Dirk Bogarde en tant qu'infirmière sexuellement réprimée. Joan est devenue une habituée de la série Doctors, qui a été produite par Betty E. Box. Elle a été repérée par le mari de Betty, Peter Rogers.
Elle tient un petit rôle dans le film de 1957 Carry on Admiral, sans aucun lien avec la dernière série de Carry On.

#### Carry On
En 1958, Joan reçoit un script de Peter Rogers ; c'est pour Un thermomètre pour le colonel. Le film Allez-y sergent ! a connu un énorme succès au box-office et, à l'automne de cette année-là, Rogers et le réalisateur Gerald Thomas ont commencé à planifier une suite.
Elle a d'abord joué dans Un thermomètre pour le colonel, puis Carry On Teacher suivie de Carry On Constable et de Carry On Regardless, ce qui a scellé son avenir en tant qu'interprète habituelle de Carry On. Après une période de maladie, il a fallu faire appel à Dilys Laye pour la remplacer dans Carry On Cruising, dans un délai très court. Cependant, Joan rejoint l’équipe de Carry On Cleo. Son rôle consiste à donner le ton au reste des films de Carry On. « Les costumes ont été confectionnés pour moi, plutôt que de devoir utiliser une vieille robe qui avait déjà été utilisée et qui devait être cousue à l'arrière pour accueillir ma taille - qui était désormais bien potelée. »
Les personnages de Joan dans les films ont évolué d’objets de désir, dans les premiers films, pour devenir des épouses rebelles et harcelantes dans les films suivants, comme le montre son rôle dans Carry On Screaming. Après le succès de Carry On Cleo, elle reste dans la série de films jusqu’au dernier, Carry On Emmannuelle. Joan est apparue dans 24 films Carry On en tout ; elle n'est pas revenue pour le film de reprise, Carry On Columbus (1992). Cependant, elle intervient aux côtés de Kenneth Williams dans l'émission de radio Stop Messing About en 1969-1970. Auparavant, elle travaille à la BBC Radio dans la comédie Play it Cool avec Hugh Paddick et Ian Carmichael.
Après la fin de la série Carry On en 1978, Joan continue de travailler à la télévision. Elle apparait aux côtés de Katharine Hepburn et Laurence Olivier dans le film télévisé, primé de 1975, Love Among the Ruins, et tient un rôle récurrent en tant que Gran dans la série humoristique Till Death Us Do Part à la BBC. De 1979 à 1981, elle interprète le personnage récurrent de Mme Bloomsbury-Barton dans Worzel Gummidge pour la Southern Television. En 1986 et 1987, Joan interprète le rôle d’Annie Begley aux côtés d’Angela Thorne dans la sitcom Farrington sur la Yorkshire Television. En 1986, Joan fait une apparition dans la série de science-fiction au long cours Doctor Who, dans les quatre épisodes de The Trial of a Time Lord : La Mystérieuse Planète en tant que Katryca. Elle a également joué Mlle Murgatroyd dans l'adaptation de Mlle Marple, Betsy Prig dans l'adaptation de Martin Chuzzlewit de Charles Dickens et Lady Fox-Custard dans Simon and the Witch.
En 1987, elle rejoint le casting de And There's More et joue avec Nicholas Smith pour de nombreux sketchs à chaque épisode en tant que vieux couple.
En 1989, elle apparait comme médium dans la vidéo Ouija Board, Ouija Board de Morrissey.
Elle joue le rôle de Mme Wembley dans la série humoristique On the Up de la BBC, mettant en vedette Dennis Waterman et qui a duré de 1990 à 1992. À partir de 1994, elle incarne Madge Hardcastle, l'épouse du batteur Rocky Hardcastle joué par Frank Middlemass, et la belle-mère du personnage de Geoffrey Palmer, Lionel, dans As Time Goes By. Joan apparait également dans des épisodes de la célèbre série télévisée Only Fools and Horses, dans l'émission spéciale du jour de Noël en 1987 et dans The Goodies, dans l'épisode spécial de One Foot In The Grave : One Foot In The Algarve.
Elle fait une apparition dans un sketch pour un show avec Victoria Wood.
Dans les dernières années de sa vie, Joan mène une longue bataille contre la dépression. Celle-ci est aggravée par la mort de son agent Peter Eade, de sa meilleure amie Hattie Jacques et de sa mère, le tout en deux ans, puis elle sombre dans l'alcoolisme. Joan souffre de la paralysie de Bell en 1999 et se fracture la hanche en 2000, ce dont elle se remet bien. Cependant, son alcoolisme prend le pas sur sa vie dans son appartement de Kensington et elle se décrit comme la reine des puddings,. Après un examen par un médecin, on lui propose une place dans un centre de désintoxication, mais elle refuse. À la suite de cela, elle écrit son autobiographie et joue un rôle dans le film de la BBC, The Last of the Blonde Bombshells, aux côtés de ses partenaires de As Time Goes By : Judi Dench et Olympia Dukakis.

#### Carrière musicale
En 1963, Joan réalise plusieurs enregistrements. Hurry Up Gran / Oh Not Again Ken est publié en single, suivi de Spring Song / Men. Les deux sont produits par George Martin sur le label Parlophone, mais aucun d'entre eux n'a eu d'impact sur le chart UK Singles. Cela ne l’empêche pas de sortir un troisième et dernier single en 1967, Sweet Lovely Whatsisname / The Lass With the Delicate Hair. Encore une fois, il ne se place pas dans les charts et, en conséquence, les singles sont maintenant assez rares. Depuis 2009, Spring Song et Men sont disponibles pour la première fois via iTunes et d'autres plateformes de téléchargement, ainsi que sur CD dans le cadre des rééditions des albums de compilation humoristique Oh! What a Carry On! et Laugh A Minute. Joan figure également dans un enregistrement original de The Lord Chamberlain Regrets en 1961, ainsi que dans The Water Gypsies.

### Vie privée

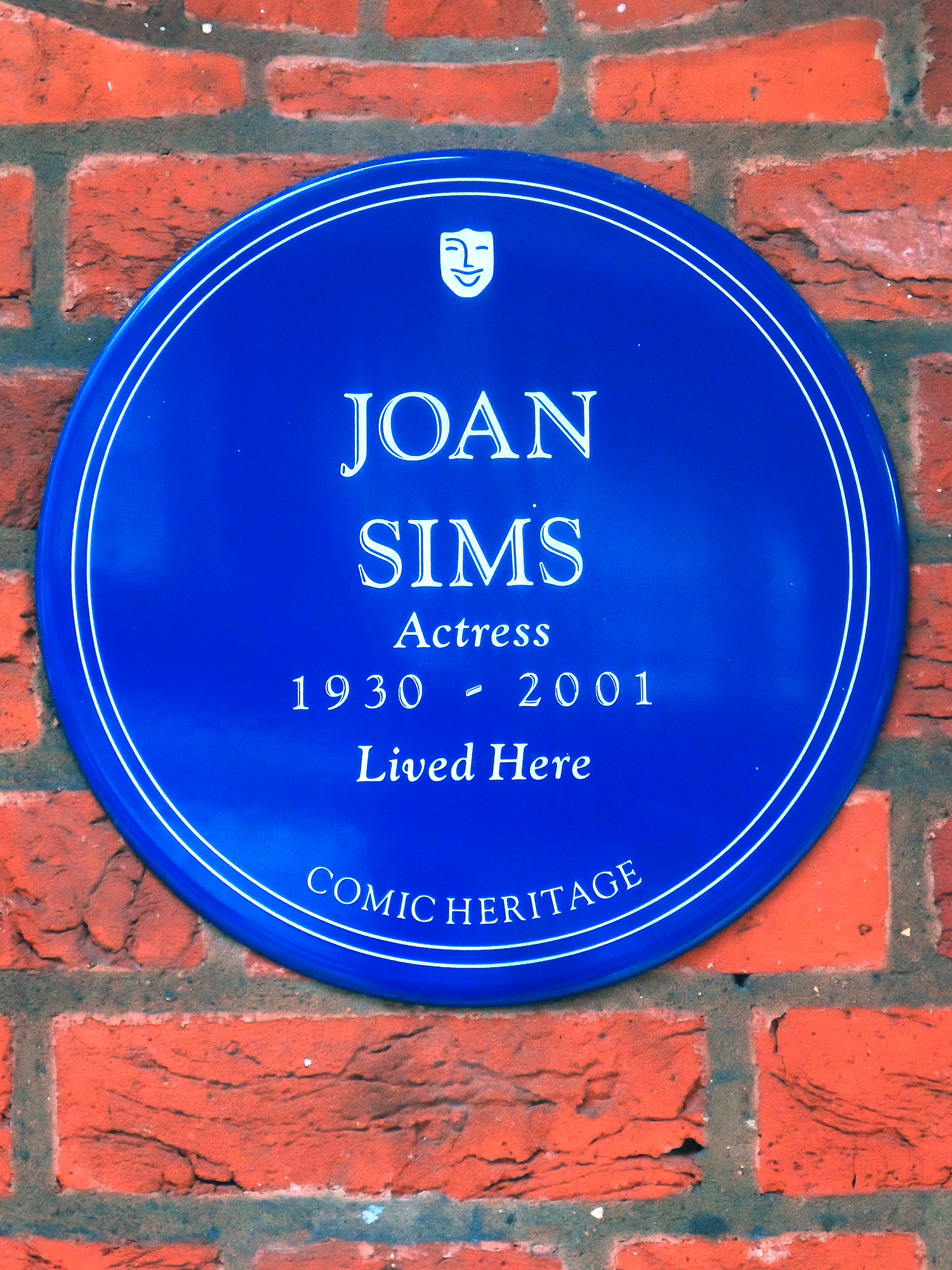
Plaque commémorative installée dans le district londonien de Kensington, sur l'immeuble où elle a vécu.

Joan, comme son compatriote vedette de Carry On, Kenneth Williams, ne s'est jamais mariée. Kenneth, qui est homosexuel, lui propose cependant un mariage de convenance, qu’elle refuse rapidement,. À partir de 1958, elle vit en couple trois ans durant avec l'acteur Tony Baird mais, chaque fois que ses parents viennent la voir, elle lui demande de partir.
Après avoir annoncé à sa mère lors d'une visite qu'elle vivait avec Tony, son père lui écrit une lettre sévère condamnant cette relation. Joan répond en disant à ses parents qu'ils devaient accepter que Tony soit une partie extrêmement importante de sa vie. Au cours des six mois suivants, elle n’a eu aucun contact avec ses parents. Joan, qui est une fille dévouée, trouve la séparation d'avec ses parents difficile.
La relation avec Tony commence à se détériorer, déclare Joan, en raison de son succès et de l'échec de Tony Baird en tant qu'acteur. Joan écrit : « Si les maris qui restent à la maison avaient été à la mode, on aurait fait un excellent couple. Depuis que Tony n'est pas très célèbre comme acteur, je suis devenu le principal soutien de la famille. Si nous avions pu accepter que je sors pour gagner de l'argent et qu'il se contrerait sur la gestion de la maison alors les choses auraient mieux tourner... Pendant 3 ans, j'ai été ravi de cet amour mais la glace dans le gâteau est entamé et l'amour commence à devenir mince. Je le gardais pour moi et la situation devenait de plus en plus difficile à supporter. »
À propos de la rupture, Joan a annoncé que Tony ne faisait pas tourner la machine à laver, ni de vaisselle, elle écrit « Je peux dire qu'il était vraiment très bouleversé, et je l'étais, mais nous devions nous séparer. »
Elle vit ensuite une relation avec John Walters, qu'elle connait depuis longtemps. Il est l'auteur de sa biographie High Spirits. À l’époque, ils avaient eu une relation « innocente », mais ils se sont engagés dans une relation plus sérieuse après la rupture de Joan avec Tony. Cependant, les parents de Joan n’ont jamais pensé que ce serait une relation à long terme : John est quelqu'un de beaucoup plus morose que Tony. Au cours de ce qu'elle décrit comme la phase la plus sombre de sa vie, ils parlent mariage et enfants, mais la relation échoue. La dernière relation sérieuse de Joan prend fin après deux ans de vie commune.
« Je ne me suis jamais marié parce que la bonne personne n'est jamais venue. Je laisse les autres chercher des explications plus sombres. Pour moi c'est extrêmement simple ! »

### High Spirits
Le ton de l'autobiographie de Joan Sims, High Spirits, est révélateur (pas sensationnel), franc et parfois mordant :
« Dans Le Docteur à la mer, j'ai été choisie pour jouer le rôle de Jane, ma rivale était joué par... Brigitte Bardot. Joan Sims vs. Brigitte Bardot. Je vous laisse deviner qui a eu l'homme. »
« Puis les effets des comprimés ont rapidement commencé - comme avec les amphétamines - et soudainement je me suis sentie mal, plus que je ne l'ai jamais ressenti de ma vie. »
« J'ai appris à mes dépens, à quel point c'est désagréable d'être trop excitée par un prospect avant de savoir avec certitude qu'il va se détacher. Le pire aspect de ce fiasco était que non seulement je suis sans boulot mais sans maison. »
« J'ai toujours été nulle pour flirter, et je ne savais simplement pas ce qu'il fallait faire pour attraper ma cible. J'ai toujours eu recours à des blagues et la plupart des hommes détestent les femmes drôles. Ils aiment faire des blagues. »
« Je n'ai jamais été capable de comprendre les femmes qui ont ce désir ardent de vouloir des enfants. Je n'ai jamais eu ces sentiments. »
High Spirits se termine avec Joan dans une atmosphère de réflexion et de tristesse. Ayant été déçue de manquer un rôle de la BBC pour Vanity Fair, elle est quelque peu découragée de trouver qu'il n'y a que deux entrées pour Trivia sur le site IMDb.com :
« Les deux dernières années de ma vie ont vu plus de bas que de hauts. Je pense depuis longtemps que si vous soyez debout ou non, il n'y a qu'une seule façon de réagir à la vie. Continuer. »

### Mort
Joan reçoit un diagnostic de diverticulose en 1997 et elle entre à l'hôpital en novembre 2000, à la suite des complications résultant d'une opération qui l'a fait sombrer dans le coma. Norah Holland, son amie de longue date, a exprimé l’étonnement des médecins face à sa force et à son courage tout au long de sa maladie,.
Le 27 juin 2001, dix minutes avant sa mort, Norah Holland lui parle gentiment de Kenneth Williams, de Hattie Jacques et de ses passages dans les films Carry On. Joan meurt d'insuffisance hépatique et de diverticulose. Le diabète et la BPCO étant cités comme facteurs contributifs,. Elle est incinérée au Crematorium de Putney Vale et ses cendres sont dispersées sur le terrain, .

## Filmographie
| - 1953 : The Square Ring de Basil Dearden - 1953 : Le Scandaleux Mister Sterling (Will Any Gentleman...?) de Michael Anderson - 1953 : Le Roi de la pagaille (Trouble in Store) de John Paddy Carstairs - 1953 : Meet Mr. Lucifer d'Anthony Pelissier - 1954 : Toubib or not toubib (Doctor in the House) de Ralph Thomas - 1954 : What Every Woman Wants de Maurice Elvey - 1954 : Évasion (The Young Lovers) d'Anthony Asquith - 1954 : Les Belles de Saint-Trinian (The Belles of St Trinian's) de Frank Launder - 1954 : To Dorothy a Son de Muriel Box - 1954 : The Sea Shall Not Have Them de Lewis Gilbert - 1955 : Robin des Bois (The Adventures of Robin Hood), 1 épisode 'The Sheriff's Boots (série télévisée) - 1955 : L'Abominable Invité (As Long as They're Happy) de J. Lee Thompson - 1955 : Colonel March Investigates - 1955 : Rendez-vous à Rio (Doctor at Sea) de Ralph Thomas - 1956 : The Buccaneers, 2 épisodes 'Dan Tempest and The Amazons' et 'Cutlass Wedding' - 1956 : Stars in Your Eyes de Maurice Elvey - 1956 : La Page arrachée (Lost) de Guy Green - 1956 : The Silken Affair de Roy Kellino - 1956 : Keep It Clean de David Paltenghi - 1956 : Dry Rot de Maurice Elvey - 1957 : En avant amiral ! (Carry on Admiral) de Val Guest - 1957 : C'est bien ma veine (Just My Luck) de John Paddy Carstairs - 1957 : La Vérité presque nue (The Naked Truth) de Mario Zampi - 1957 : Rien ne sert de pleurer (No Time for Tears) de Cyril Frankel - 1958 : Davy de Michael Relph - 1958 : Passeport pour la honte (Passport to Shame) d'Alvin Rakoff - 1959 : Pages indiscrètes (Please Turn Over) de Gerald Thomas - 1959 : Un thermomètre pour le colonel (Carry On Nurse) de Gerald Thomas - 1959 : La Table du capitaine (The Captain's Table) de Jack Lee - 1959 : Life in Emergency Ward 10 de Robert Day - 1959 : La Chambre de Madame (Upstairs and Downstairs) de Ralph Thomas - 1959 : Le collège s'en va-t-en guerre (Carry On Teacher) de Gerald Thomas - 1960 : Watch Your Stern de Gerald Thomas - 1960 : Les Loustics à l'hosto (Carry On Constable) de Gerald Thomas - 1960 : L'Amour en pilules (Doctor in Love) de Ralph Thomas - 1961 : His and Hers de Brian Desmond Hurst - 1961 : Carry On Regardless de Gerald Thomas - 1961 : Mr. Topaze de Peter Sellers - 1961 : No My Darling Daughter de Ralph Thomas - 1962 : Un beau châssis (The Iron Maiden) de Gerald Thomas - 1962 : A Pair of Briefs de Ralph Thomas - 1962 : Twice Round the Daffodils de Gerald Thomas - 1963 : Nurse on Wheels de Gerald Thomas | - 1963 : Strictly for the Birds de Vernon Sewell - 1964 : Arrête ton char Cléo (Carry On Cleo) de Gerald Thomas - 1965 : San Ferry Ann de Jeremy Summers - 1965 : Risquons le gros coup (The Big Job) de Gerald Thomas - 1965 : Carry On Cowboy de Gerald Thomas - 1966 : Doctor in Clover de Ralph Thomas - 1966 : Carry On Screaming! de Gerald Thomas - 1967 : Don't Lose Your Head de Gerald Thomas - 1967 : Follow That Camel de Gerald Thomas - 1967 : Carry On Doctor de Gerald Thomas - 1968 : Carry On Up the Khyber de Gerald Thomas - 1969 : Les Cinglés du camping (Carry On Camping) de Gerald Thomas - 1969 : Carry On Again Doctor de Gerald Thomas - 1970 : Carry On Up the Jungle de Gerald Thomas - 1970 : Doctor in Trouble de Ralph Thomas - 1970 : La Marieuse électronique (Carry On Loving) de Gerald Thomas - 1971 : Carry On Henry de Gerald Thomas - 1971 : The Magnificent Seven Deadly Sins de Graham Stark - 1971 : Carry On at Your Convenience de Gerald Thomas - 1972 : Carry On Matron de Gerald Thomas - 1972 : The Alf Garnett Saga de Bob Kellett - 1972 : L'Île en folie (Carry On Abroad) de Gerald Thomas - 1973 : Not Now Darling de Ray Cooney et David Croft - 1973 : Carry On Girls de Gerald Thomas - 1974 : Don't Just Lie There, Say Something! de Bob Kellett - 1974 : Carry On Dick de Gerald Thomas - 1975 : A Journey to London de Gareth Davies (en) (téléfilm) - 1975 : Love Among the Ruins de George Cukor (téléfilm) - 1975 : Objectif Lotus (One of Our Dinosaurs Is Missing) de Robert Stevenson - 1975 : Carry On Behind de Gerald Thomas - 1976 : Carry On England de Gerald Thomas - 1978 : Carry On Emmannuelle de Gerald Thomas - 1984 : Hay Fever de Cedric Messina (téléfilm) - 1985 : Un meurtre sera commis le... de David Giles (téléfilm) - 1986 : Doctor Who – The Trial of a Time Lord (Parts one to four) - 1987 : Only Fools and Horses – The Frog's Legacy (Christmas Special) - 1989 : Victoria Wood - Episode 5 "Val de Ree (Ha Ha Ha Ha Ha)" - 1990 : The Fool de Christine Edzard - 1990-1992 : On The Up - 1993 : Le Voleur et le Cordonnier (The Thief and the Cobbler) de Richard Williams (voix) - 1994-1998 : As Time Goes By - 1996 : Le Fantôme de Canterville (The Canterville Ghost) de Syd Macartney (téléfilm) - 2000 : The Last of the Blonde Bombshells de Gillies MacKinnon (téléfilm) |